# فيرجينيا فيلد
فيرجينيا فيلد (بالإنجليزية: Virginia Field) هي ممثلة بريطانية، ولدت في 4 نوفمبر 1917 بلندن في المملكة المتحدة، وتوفيت في 2 يناير 1992 في الولايات المتحدة بسبب سرطان.

## أعمال

### أفلام
- (1934) الأرملة المرحة
- (1937) علي بابا يذهب إلى البلدة
- (1939) الشمس لا تغيب
- (1980) يوم الجمعة الثالث عشر[4][5][6]
- (1981) يوم الجمعة الثالث عشر الجزء الثاني[7][8]

## وصلات خارجية
- فيرجينيا فيلد على موقع IMDb (الإنجليزية)
- فيرجينيا فيلد على موقع ألو سيني (الفرنسية)
- فيرجينيا فيلد على موقع أول موفي (الإنجليزية)
- فيرجينيا فيلد على موقع قاعدة بيانات برودواي على الإنترنت (الإنجليزية)
- فيرجينيا فيلد على موقع قاعدة بيانات الأفلام السويدية (السويدية)
- فيرجينيا فيلد على موقع إن إن دي بي (الإنجليزية)
- فيرجينيا فيلد على موقع قاعدة بيانات الفيلم (الإنجليزية)
- فيرجينيا فيلد على موقع كينوبويسك (الروسية)